# Anomiopus germari
Anomiopus germari är en skalbaggsart som beskrevs av Edgar von Harold 1867. Anomiopus germari ingår i släktet Anomiopus och familjen bladhorningar. Inga underarter finns listade i Catalogue of Life.